# Melanocamenta inflata
Melanocamenta inflata är en skalbaggsart som beskrevs av Moser 1914. Melanocamenta inflata ingår i släktet Melanocamenta och familjen Melolonthidae. Inga underarter finns listade i Catalogue of Life.